# نخر شاحب
نخر شاحب (الاسم العلمي:Tilletia pallida) هو نوع من الفطريات يتبع جنس النخر من الفصيلة النخرية.